# Jón Árnason (ämbetsman)
Jón Árnason, född 1727, död 1777, var en isländsk sysselman och författare. 
Jón dimitterades från Skálholts lärda skola 1748, studerade därefter vid Köpenhamns universitet, men återvände till Island 1754 för att överta ämbetet som sysselman i Snæfellsnessýsla, vilket han innehade till sin död. Han var av en rik familj och använde en del av sina medel till att anskaffa böcker och handskrifter och till att uppmuntra samtida diktare; men han är främst känd för sitt arbete Historisk Indledning til den gamle og ny islandske Rettergang, som utkom i Köpenhamn 1762, utgiven och utökad av hans landsman, Jón Eiríksson.